# Morderstwo po drugiej stronie
Morderstwo po drugiej stronie (ang. On the Other Hand, Death) – amerykańsko-kanadyjski thriller telewizyjny w reżyserii Rona Olivera z 2008 roku, powstały na kanwie powieści Richarda Stevensona. Sequel filmu Kontrowersyjna terapia.
Film, zanim zadebiutował na ekranie tematycznej telewizji here!, został zaprezentowany na licznych gejowskich Festiwalach Filmowych, m.in. na New York Lesbian, Gay, Bisexual, & Transgender Film Festival w roku 2008.

## Opis fabuły
Homoseksualny prywatny detektyw, Donald Strachey (Chad Allen), na własną rękę prowadzi zlecone mu zadania. Zajmuje się sprawą dotyczącą zniszczenia domu należącego do pewnej lesbijki, która otwarcie przyznała się do swojej orientacji seksualnej. W trakcie śledztwa Strachey odkrywa, że sprawa jest bardziej skomplikowana niż podejrzewał.